# Filipp Roc
Filipp Roc è un cavallo italiano ex-trottatore.
Figlio della Speedy Spin, Rosell Roc, e del campione Uronometro. Nato nel 2002 a Vigone, ha esordito in corsa all età di due anni, nel novembre 2004. È l'unico della sua generazione ad aver corso ininterrottamente fino all'età di 8 anni, sempre ai vertici della generazione, ottenendo ottimi risultati in molti ippodromi italiani (Bologna, Padova, Milano, Torino, Trieste, Torino, Firenze, Palermo) e formando un binomio con il suo fantino Davide Nuti.
Ha corso 71 gran premi, ottenendo 10 vittorie e 33 piazzamenti, raggiungendo a fine carriera 846.394,00 euro di somme vinte e ottenendo il 28 luglio 2010 il record del mondo sui 2100 metri con partenza tra i nastri: 1.12.1 media al km. Ha ottenuto un piazzamento a Enghien in Francia, battendo il vincitore dell'Amerique, Ready Cash.
Il 7 agosto 2010 è stato ritirato dall'attività agonistica ed ha incominciato l'attività stalloniera.